# باربرا جونز
باربرا جونز (بالإنجليزية: Barbara Jones)‏ هي عداءة سريعة أمريكية، ولدت في 26 مارس 1937 في شيكاغو في الولايات المتحدة.

## وصلات خارجية
- باربرا جونز على موقع الاتحاد الدولي لألعاب القوى (الإنجليزية)
- باربرا جونز على موقع اللجنة الأولمبية الدولية (الإنجليزية)
- باربرا جونز على موقع أوليمبيديا (الإنجليزية)
- باربرا جونز على موقع قاعة تينيسي للمشاهير الرياضية (الإنجليزية)